# Улрих фон Фройндсберг-Щрасберг
Улрих фон Фройндсберг-Щрасберг (на немски: Ulrich zu Freundsberg-Strassberg; † 1392) е господар на замък Фрундсберг/Фройндсберг до Швац в Тирол и „пресбитер“/църковен съветник на Щрасберг в Баден-Вюртемберг.

## Произход
Той е единствен син на Улрих 'Млади' фон Фройндсберг († сл. 1326) и съпругата му Елизабет фон Валхен, дъщеря на Ото фон Валхен († 4 януари 1285) и на Отилия фон Хоенщайн († сл. 8 февруари 1269). Внук е на Фридрих 'Млади' Фройндсберг († ок. 25 януари 1308) и на Матилда († сл. 1316).
Замъкът Фройндсберг е създаден от фамилията през 1150 г. и е продаден през 1467 г. на ерцхерцог Сигизмунд Австрийски.

## Фамилия
Първи брак: с Анна фон Фраунхофен († сл. 1351). Те имат една дъщеря:
- Маргарета фон Фройндсберг († сл. 1415), омъжена за Петер фон Райн

Втори брак: с Агнес фон Гунделфинген. Те имат три деца:
- дъщеря фон Фройндсберг, омъжена за Зигмунд фон Щаркенберг
- Барбара фон Фройндсберг († сл. 1425), омъжена за Хайнрих фон Шландерсберг († 7 септември 1422/12 декмеври 1423)
- Мария фон Фройндсберг, омъжена за Рипранд-Хилдебранд III фон Клес († 1433/1434)

Трети брак: с Маргарета фон Тьоринг († сл. 1392), дъщеря на Зигфрид II (IX) фон Тьоринг († 15 ноември 1383), господар на Винхьоринг и Туслинг, и на Агнес († сл. 1352). Те имат четирима сина:
- Ханс фон Фройндсберг († 1419/8 май 1421), рицар, женен I. за Катарина фон Зоненберг († сл. 1392), II. ок. 1385 г. за Агнес († пр. 1400), III. пр. 22/23 май 1400 г. за Доротея фон Голдек († 30 януари 1438)
- Каспар фон Фройндсберг († 1401/1404), женен за Клара
- Томас фон Фройндсберг († сл. 1401)
- Улрих фон Фройндсберг († сл. 1415), рицар, господар на Ст. Петерсберг и Мацен, женен пр. 3 юни 1405 г. за Барбара фон Щаркенбург († 1422/1430), дъщеря на Зигмунд фон Щаркенберг († 1397/1403) и Осана фон Емс († сл. 1407).